# Atletismo nos Jogos Pan-Americanos de 2011 - Revezamento 4x100 m masculino
A competição do revezamento 4x100 m masculino foi um dos eventos do atletismo nos Jogos Pan-Americanos de 2011, em Guadalajara. Foi disputada no Estádio Telmex de Atletismo entre os dias 27 e 28 de outubro.

## Calendário
Horário local (UTC-6).
| Data          | Horário | Fase         |
| ------------- | ------- | ------------ |
| 27 de outubro | 14:45   | Qualificação |
| 28 de outubro | 18:00   | Finais       |

## Medalhistas
|  | BRA Brasil                                                                                       |  | SKN São Cristóvão e Neves                                    |  | USA Estados Unidos                                                           |
|  | Ailson Feitosa Sandro Viana Nilson André Bruno Lins Carlos Moraes Junior Matheus Facho Inocêncio |  | Jason Rogers Antoine Adams Delwayne Delaney Brijesh Lawrence |  | Calesio Newman Jeremy Dodson Rubin Williams Monzavous Edwards Perrisan White |

## Recordes
Recordes mundial e pan-americano antes da disputa dos Jogos Pan-Americanos de 2011.
| Tipo                             | Atleta  | Tempo | Local    | Data                  |
| -------------------------------- | ------- | ----- | -------- | --------------------- |
|                                  | Jamaica | 37.04 | Daegu    | 4 de setembro de 2011 |
| Recorde dos Jogos Pan-Americanos | Brasil  | 38.18 | Winnipeg | 30 de julho de 1999   |

## Resultados

### Semifinais
As três melhores equipes de cada bateria mais as duas equipes mais velozes, se classificaram para a final.

| Pos. | Bateria | País                      | Atletas                                                                     | Tempo | Obs. |
| ---- | ------- | ------------------------- | --------------------------------------------------------------------------- | ----- | ---- |
| 1    | 1       | USA Estados Unidos        | Jeremy Dodson, Perrisan White, Rubin Williams, Monzavous Edwards            | 39.19 | Q    |
| 2    | 1       | SKN São Cristóvão e Neves | Jason Rogers, Antoine Adams, Delwayne Delaney, Brijesh Lawrence             | 39.31 | Q    |
| 3    | 1       | BRA Brasil                | Carlos Moraes Junior, Ailson Feitosa, Nilson André, Matheus Facho Inocêncio | 39.44 | Q    |
| 4    | 2       | CHI Chile                 | Ignacio Rojas, Cristián Reyes, Kael Becerra, Daniel Pineda                  | 39.68 | Q,   |
| 5    | 2       | CUB Cuba                  | David Lescay, Michael Herrera, Víctor González, Roberto Skyers              | 39.79 | Q    |
| 6    | 1       | BAH Bahamas               | Chris Brown, Jamial Rolle, Rodney Green, Wesley Neymour                     | 40.05 | q    |
| 7    | 2       | ECU Equador               | Luis Morán, Franklin Nazareno, Alex Quiñónez, Hugo Chila                    | 40.23 | Q,   |
| 8    | 2       | MEX México                | Miguel Hernández, Jorge Alonzo, Juan José Reyes, José Luis Ceballos         | 40.74 | q    |
| 99   | 1       | BIZ Belize                | Kenneth Medwood, Jayson Jones, Linford Avila, Kenneth Brackett              | DNF   |      |
| 99   | 1       | COL Colômbia              | Isidro Montoya, Daniel Grueso, Geiner Mosquera, Álvaro Gómez                | DNF   |      |
| 99   | 1       | PUR Porto Rico            | Marcos Amalbert, Carlos Rodríguez, Marquis Holston, Miguel López            | DNF   |      |
| 99   | 2       | HON Honduras              | Helson Pitillo, Ronald Bennett, Josef Norales, Rolando Palacios             | DNF   |      |
| 99   | 2       | TRI Trinidad e Tobago     | Jamol James, Morain Moriba, Joel Dillon, Emmanuel Callander                 | DNF   |      |
| 99   | 2       | JAM Jamaica               | Jermaine Hamilton, Jason Livermore, Hannukkah Wallace, Oshane Bailey        | DSQ   |      |

### Final
| Pos.              | País                      | Atletas                                                             | Tempo | Obs.                 |
| ----------------- | ------------------------- | ------------------------------------------------------------------- | ----- | -------------------- |
| Medalha de ouro   | BRA Brasil                | Ailson Feitosa, Sandro Viana, Nilson André, Bruno Lins              | 38.18 | =                    |
| Medalha de prata  | SKN São Cristóvão e Neves | Jason Rogers, Antoine Adams, Delwayne Delaney, Brijesh Lawrence     | 38.81 |                      |
| Medalha de bronze | USA Estados Unidos        | Calesio Newman, Jeremy Dodson, Rubin Williams, Monzavous Edwards    | 39.17 |                      |
| 4                 | CUB Cuba                  | David Lescay, Michael Herrera, Víctor González, Roberto Skyers      | 39.75 |                      |
| 5                 | ECU Equador               | Jhon Tamayo, Franklin Nazareno, Alex Quiñónez, Hugo Chila           | 39.76 | Recorde da temporada |
| 6                 | MEX México                | Miguel Hernández, Jorge Alonzo, Juan José Reyes, José Luis Ceballos | 41.08 |                      |
| 07 !              | CHI Chile                 | Ignacio Rojas, Cristián Reyes, Kael Becerra, Daniel Pineda          | DNF   |                      |
| 08 !              | BAH Bahamas               |                                                                     | DNS   |                      |

Legenda
| Recorde mundial                  | Recorde mundial (World record)               |                       | Recorde africano                      | Recorde africano (African) |                                           | Q | Classificado por posição (Qualified) |
| Recorde dos Jogos Pan-Americanos | Recorde pan-americano (Pan-American record)  | Recorde da América    | Recorde da América (Americas)         | q                          | Classificado por melhor tempo (Qualified) |   |                                      |
| Melhor marca do ano              | Melhor marca do ano (World leading)          | Recorde asiático      | Recorde asiático (Asian)              | DNS                        | Não largou (Did not start)                |   |                                      |
| Recorde nacional                 | Recorde nacional (National record)           | Recorde europeu       | Recorde europeu (European)            | DNF                        | Não terminou (Did not finish)             |   |                                      |
| Recorde pessoal                  | Recorde pessoal do atleta (Personal best)    | Recorde da Oceania    | Recorde da Oceania (Oceania)          | DSQ / DQ                   | Desclassificado (Disqualified)            |   |                                      |
| Recorde da temporada             | Recorde da temporada do atleta (Season best) | Recorde sul-americano | Recorde sul-americano (South America) | NM                         | Sem marca (No mark)                       |   |                                      |